# Austrocarina
Austrocarina is een geslacht van weekdieren uit de klasse van de Gastropoda (slakken).

## Soort
- Austrocarina recta (Hedley, 1903)